# Göksu Hasancık
Göksu Hasancık (* 11. Februar 1987 in München) ist ein ehemaliger deutschtürkischer Fußballtorhüter.

## Karriere

### Vereine
Göksu Hasancık spielte in seiner Jugend erst für den SC Bajuwaren München, bevor er 1999 in die Jugend des FC Bayern München wechselte. Nach zwei Jahren verließ er den renommierten Klub und wechselte zum SC Fürstenfeldbruck. Im Mai 2003 bestritt er in England ein Probetraining beim FC Arsenal und beim FC Southampton. Da er jedoch damals nur die türkische Staatsbürgerschaft besaß, konnte er keinen Vertrag unterzeichnen. Deshalb wechselte er im Sommer 2003 in die Jugendabteilung des TSV 1860 München. Vom 4. Januar bis zum 7. Januar 2005 bestritt er auf Einladung von Beşiktaş Istanbul ein Probetraining in der Türkei unter dem damaligen Trainer Vicente del Bosque. Daraufhin bekam er ein Angebot des Vereines einen Profivertrag zu unterzeichnen. Nach Rücksprache mit seinen Eltern entschieden sie sich das Angebot abzulehnen, da für sie seine schulische Laufbahn wichtiger war und es in der Türkei kein vergleichbares Schulsystem gab.
Im Sommer 2005 wechselte er dann von TSV 1860 München zur zweiten Mannschaft des niederländischen Erstligisten NEC Nijmegen. Nach einem Jahr wechselte er zur Nachwuchsmannschaft Vitesse/AGOVV II des Erstligisten Vitesse Arnhem. Zur Saison 2007/08 wechselte er zum türkischen Zweitligisten Mardinspor. Dort war er jedoch nur Auswechseltorwart und kam nicht zum Einsatz. Nach dem Abstieg des Vereines verließ er den diesen und unterschrieb beim vom deutschen Werner Lorant trainierten  slowakischen Erstligisten DAC Dunajská Streda. Dort war er jedoch auch nur Auswechseltorwart und kam nur in der zweiten Mannschaft in der 2. Liga zum Einsatz. Zur Saison 2009/10 kehrte er wieder in die zweite türkische Liga zurück. Er unterschrieb bei Kayseri Erciyesspor. Dort war er jedoch auch nur Auswechseltorwart und spielte lediglich achtmal in der separaten A2 Ligi für die zweite Mannschaft. Im Sommer 2010 lief dann sein Vertrag aus.
Im Januar 2011 absolvierte Hasancık ein Probetraining beim estnischen Erstligisten JK Tammeka Tartu. Nach guten Leistungen wurde er unter Vertrag genommen und konnte sich als Stammtorhüter etablieren. Jedoch wurde er nach elf Spieltagen durch den Esten Mait Toom im Tor verdrängt. Daher entschied er sich im Sommer 2011 für einen Wechsel zum aserbaidschanischen Erstligisten PFK Turan Tovuz. Dort vermochte er sich jedoch nicht durchzusetzen und sein Vertrag wurde nach nur einem Ligaspiel im Sommer 2012 nicht verlängert.
Ende Januar 2013 kehrte Hasancık in die Türkei zurück und unterschrieb einen bis zum 30. Juni 2014 gültigen Vertrag beim Drittligisten Çankırıspor, für den er ebenfalls nur ein Ligaspiel bestritt. In der Saison 2014/15 bestritt er sechs Zweitligaspiele für Orduspor aus der nordtürkischen Stadt Altınordu. Zum Ende der Saison 2014/2015 beendete er seine Karriere.

### Nationalmannschaft
Hasancık war 2002 Nationalspieler, der für den TFF zwei Länderspiele für die U-16-Nationalmannschaft bestritt. Sein Debüt gab er am 1. September beim 3:1-Sieg über die Auswahl Albaniens über 90 Minuten. Sein zweites Länderspiel, in dem er ab der 72. Minute zum Einsatz kam, wurde am 19. September gegen die Auswahl Belgiens ebenfalls mit 3:1 gewonnen.
Für das vom 7. bis zum 10. Januar 2007 anberaumte Trainingslager in Vorbereitung auf das am 17. Januar stattfindende Länderspiel der U-21-Nationalmannschaft gegen die Auswahl Albaniens wurde er eingeladen, blieb jedoch ohne Einsatz.     